# فراورده‌های پتروشیمی

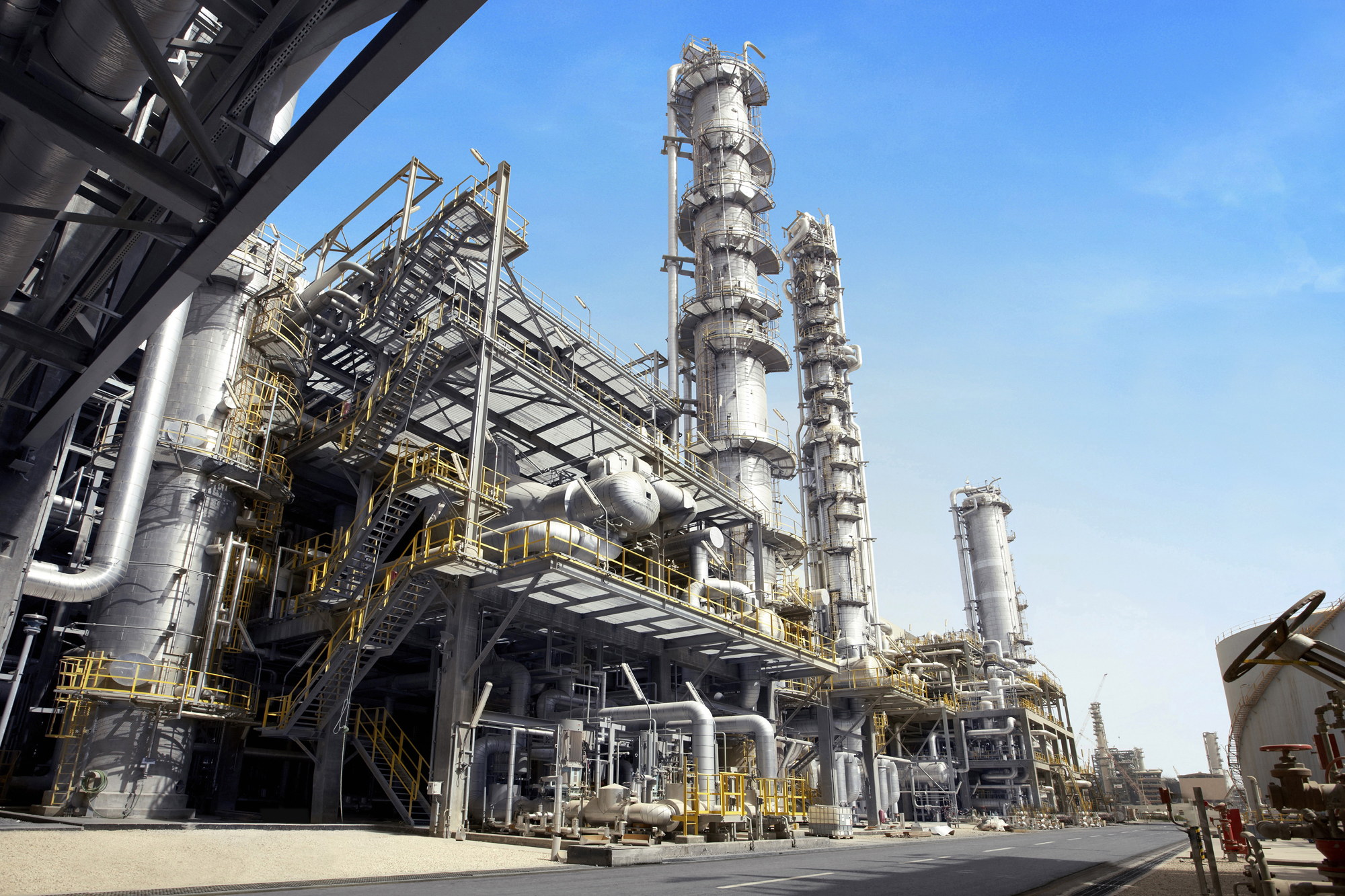
یک پتروپالایشگاه در عربستان سعودی

فراورده‌های پتروشیمی، (انگلیسی: Petrochemicals) فراورده‌های شیمیایی حاصل از فرآورش نفت‌وگاز هستند. فراورده‌های پتروشیمی از ترکیبات شیمیایی به‌دست‌آمده از نفت و گاز همچنین دیگر سوخت‌های فسیلی مانند زغال‌سنگ یا منابع تجدیدپذیر مانند ذرت یا نیشکر نیز به‌دست می‌آیند. دو مورد از رایج‌ترین فراورده‌های پتروشیمی آلکن (از جمله: اتیلن و پروپیلن) و آروماتیک (از جمله: بنزن، تولوئن و همپارهای زایلین) می‌باشند.